# Bactrocera holtmanni
Bactrocera holtmanni
 es una especie de díptero que Hardy describió por primera vez en 1974. Bactrocera holtmanni pertenece al género Bactrocera de la familia Tephritidae.  